# Davide Marra
Pour les articles homonymes, voir Marra.
Davide Marra (né le 12 mars 1984 à Praia a Mare) est un joueur italien de volley-ball. Il mesure 1,80 m et joue au poste de libero. Il totalise 29 sélections en équipe d'Italie.

## Clubs
| Club                        | Pays   | De        | À         |
| --------------------------- | ------ | --------- | --------- |
| Pallavolo Città di Castello | Italie | 2005-2006 | 2008-2009 |
| Pallavolo Loreto            | Italie | 2009-2010 | 2009-2010 |
| Pallavolo Piacenza          | Italie | 2010-2011 | …         |

## Palmarès
- Challenge Cup (1)
  - Vainqueur : 2013
- Championnat d'Italie
  - Finaliste : 2013
- Coupe d'Italie (1)
  - Vainqueur : 2014